# Owadorośla

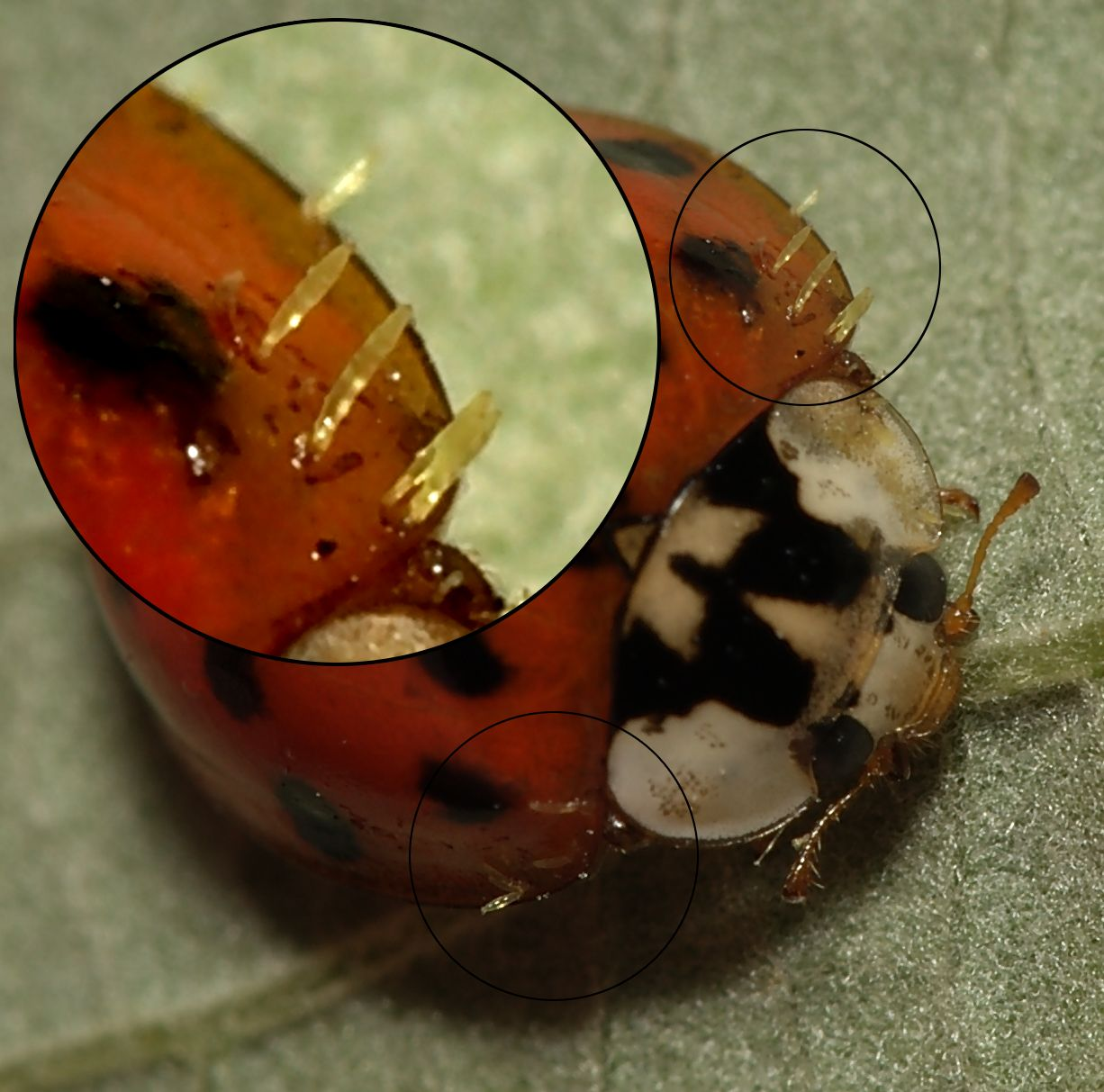
Biedronka Harmonia axyridis zakażona grzybami z rzędu Laboulbeniales

Owadorośla, owadorosty (Laboulbeniomycetes Engler) – klasa grzybów należąca do typu workowców (Ascomycota).

## Biologia i ekologia
Grzyby należące do tej klasy są drobne, mają szczecinkowatą, kilkukomórkową postać i niemal nie wytwarzają strzępek. Zbudowane są prawie wyłącznie ze struktur służących do rozmnażania – gametangiów (nie występuje kopulacja gametangiów, lecz plemniki są wolne) i worków. Są ektopasożytami stawonogów (Arthropoda).

## Systematyka
Według Index Fungorum
Według aktualizowanej klasyfikacji Index Fungorum bazującej na Dictionary of the Fungi do klasy Laboulbeniomycetes należy jedna podklasa z trzema rzędami oraz rodzaje incertae sedis:
- podklasa: Laboulbeniomycetidae Alexop. 1962
  - rząd Herpomycetales Haelew. & Pfister 2018
  - rząd: Laboulbeniales Lindau 1898 – owadorostowce
  - rząd: Pyxidiophorales P.F. Cannon 2001
- rodzaje incertae sedis:
  - Chantransiopsis Thaxt. 1914
  - Laboulbeniopsis Thaxt. 1920
  - Subbaromyces Hesselt. 1953
  - Tetrameronycha Speg. ex W. Rossi & M. Blackw. 1990